# Lynk & Co Z20

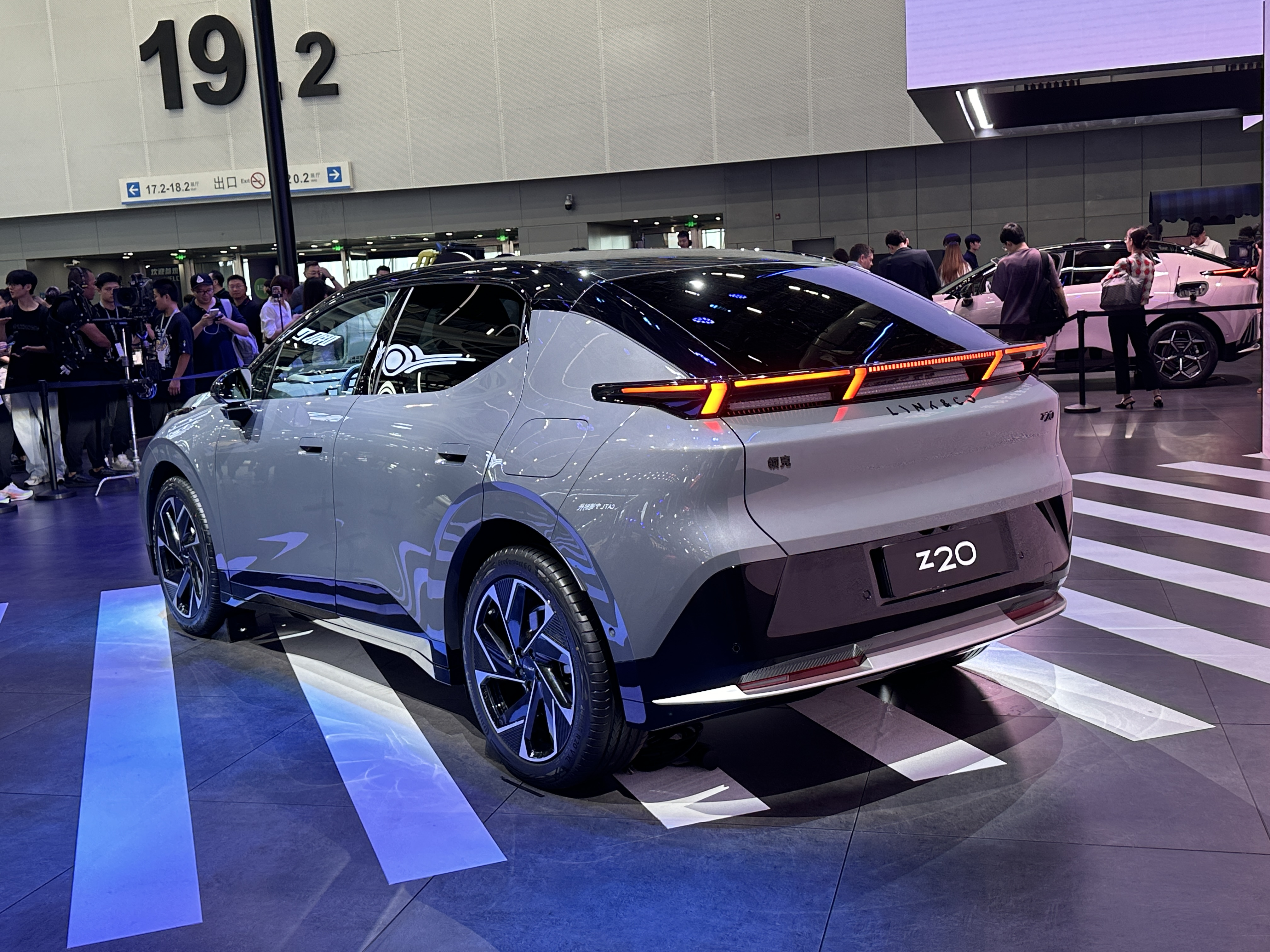
Вид сзади

Lynk & Co Z20 — компактный электромобиль-кроссовер, выпускающийся с 2024 года китайско-шведским автомобильным брендом Lynk & Co.

## Описание
В Китае Lynk & Co Z20 является вторым электромобилем бренда Lynk & Co после седана Z10. В Европе автомобиль получил индекс Lynk & Co 02. Z20 имеет несколько общих элементов дизайна с родственным кроссовером Zeekr X.

## Технические характеристики
Lynk & Co Z20 основан на платформе SEA2, характерной для электромобилей Geely Group, в число которых входят Volvo, Smart, Lynk & Co и Zeekr. В движение автомобиль приводится электродвигателем мощностью 250 кВт (340 л. с.).